# Fairchild Peak
Fairchild Peak är en bergstopp i Antarktis. Den ligger i Östantarktis. Nya Zeeland gör anspråk på området. Toppen på Fairchild Peak är 2 180 meter över havet.
Terrängen runt Fairchild Peak är huvudsakligen kuperad, men västerut är den platt.  Trakten är obefolkad. Det finns inga samhällen i närheten.